# Michel Guyton
Michel Guyton, né le 3 janvier 1926 et mort le 26 janvier 2006, est un homme politique français.

## Détail des fonctions et des mandats
Mandat parlementaire
- 28 décembre 1985 - 1er avril 1986 : Député de la 1re circonscription des Deux-Sèvres